# Ziegfeld Theatre (1927)
Pour les articles homonymes, voir Ziegfeld.
Ne doit pas être confondu avec Ziegfeld Theatre (1969).
Le Ziegfeld Theatre était un théâtre situé à Broadway à New York, fondé par Florenz Ziegfeld en 1927 et qui fut démoli en 1966.

## Histoire
Le metteur en scène Florenz Ziegfeld fait construire en 1927 un nouveau théâtre avec l'appui financier du magnat de la presse William Randolph Hearst. Le théâtre était situé sur la 6e Avenue et entre les 55e et 56e rues à Manhattan. La réalisation de ce bâtiment était due aux architectes américains Thomas W. Lamb et Joseph Urban. L'intérieur avait un "style médiéval".
Le théâtre Ziegfeld ouvrit en 1927 avec la pièce Rio Rita, produite par Florenz Ziegfeld. Plus tard, la salle présenta une création du compositeur Jerome Kern, Show Boat, une comédie musicale à succès.
En 1929, la grande dépression économique mit un terme à l'activité théâtrale. En 1933, la société Loews Cineplex transforma le théâtre en salle de cinéma.
En 1944, l'impresario Billy Rose rachète le Ziegfeld Theatre et reprend la présentation de pièces de théâtre.
Après la Seconde Guerre mondiale, le théâtre fut réaménagé par la NBC comme studio de télévision. Le programme de variétés du samedi soir de Perry Como a été créé ici, parmi plusieurs autres programmes. Le théâtre a été rénové en 1959. À la fin des années 1950, la salle du théâtre fut le cadre de la retransmission de la cérémonie des Emmy Award.
En 1966, le théâtre fut finalement détruit malgré d'importantes protestations d'un public nombreux qui se battit pour la conservation de ce patrimoine culturel.
La salle de cinéma Ziegfeld Theatre, inaugurée en 1969, fut nommée d'après le bâtiment de 1927.